# 3098 ван Спранг
3098 ван Спранг (3098 van Sprang) — астероїд головного поясу, відкритий 24 вересня 1960 року.
Тіссеранів параметр щодо Юпітера — 3,560.